# HD223466
HD223466 — хімічно пекулярна зоря спектрального класу A2, що має видиму зоряну величину в смузі V приблизно  6,4.
Вона  розташована на відстані близько 395,8 світлових років від Сонця.

## Фізичні характеристики
Зоря HD223466 обертається 
досить швидко 
навколо своєї осі. Проєкція її екваторіальної швидкості на промінь зору становить  Vsin(i)= 70км/сек.